# المسجد الأبيض (الرملة)
المسجد الأبيض في الرملة مسجد أثري يعود بناؤه للعهد الأموي في فلسطين، يقع في البلدة القديمة لمدينة الرملة الفلسطينية. أمر ببناءه الخليفة سليمان بن عبد الملك في عام (715 – 717) وتمّ الانتهاء من بنائه في عهد الخليفة عمر بن عبد العزيز عام 720 م بعد فتح فلسطين وبلاد الشام كلها، وبعد أن أصبحت الرملة أحد المراكز المهمة للجيوش المسلمة الفاتحة والمتجهة إلى مصر. أعيد بناء المسجد مرة أخرى في عهد المماليك. لم يبق اليوم من المسجد سوى المئذنة الكبيرة، لذا تطلق عليه سلطات الإحتلال الإسرائيلية اسم «البرج الأبيض» بدل «المسجد الأبيض».

## هندسة المسجد المعمارية
لقد شيّد المسجد من الرخام والحجر المحلي وأُطلق عليه المسجد الأبيض، ويُوصف بأنه من أكثر جوامع البلدة القديمة في فلسطين جمالا وروعة، وما يميز جماله وهندسته المعمارية الفريدة تلك المئذنة مربّعة الشّكل ذات المسقط المستطيل وبها خمسة طوابق مزيّنة بنوافذ ومحاريب للتهوية والإنارة، ويبلغ طول المئذنة 27 مترا بناها الخليفة هشام بن عبد الملك من أعمدة من الرخام، بالإضافة إلى أن أبواب المسجد الرئيسية مشيّدة بخشب السرو وخشب الأرز، ومنحوت عليها عبارات اسلامية.

## ترميمات المسجد
في عام 1034 تمّ تدمير المسجد بعد زلزال شديد وقع في بلدة فلسطين القديمة، وأصبح الجامع الأبيض كومة من الأنقاض. وفي عام 1047 تمّ إعادة بناء المسجد بإشراف من المهندس المعماري إلياس بن عبد الله. وفي عهد الدولة الأيوبية ألحق بالمسجد سور غربي وميضأة واسعة في عام 1190. وفي عام 1267 بدأت المرحلة الثالثة لترميم المسجد بعد أن تمّ إنهاء الاحتلال الصليبي للقدس، بناء على أوامر من السلطان المملوكي الظاهر بيبرس، وتمّ دمج القبة ووضع المنبر وتشييد مئذنة، لكنها هدمت بعد زلزال كبير، وهو ما جعل السلطان محمد الناصر بن قلاوون يأمر بتجديد المئذنة في 1318. وأخر ترميمات الجامع حصلت في زمن السلطان العثماني محمد رشاد 1844-1918 ميلادي.

## آثار
كشفت الحفريات التي أُجريت في عام 1949 من قِبَل وزارة الشؤون الدينية الفلسطينية ووزارة الإحتلال الإسرائيلي للآثار والمتاحف، وجود ثلاثة خزانات جوفية تحت الأرض مع ممرات مقببة، ويرجع تاريخها إلى عام 789، حيث أمر هارون الرشيد ببناء خزانات ضخمة لتخزين المياه، وتمّ بناء الخزانات من أعمدة واسعة تدعم السقوف، وتمتلئ بمياه الأمطار ومياه المنطقة حول المسجد الذي يحمل قناة مائية من الينابيع في التلال شرقي الرملة، بالإضافة إلى اثنين من النقوش الرخامية التي كانت في وقت الإصلاحات القديمة، والتي يعود تاريخها إلى السلطان بيبرس، بالإضافة إلى اثنين من الأروقة القديمة على طول الجدران شرقاً وغرباً في باحة الجامع وحتى الجدار الشمالي.
ويجسّد المسجد بهيكله الحالي مراحل متميّزة من التجديد والبناء في أزمنة تاريخية مختلفة، حيث شيّد مجمع مباني المسجد على ثلاث مراحل رئيسية. المرحلة الأولى كانت في فترة الأمويين، عندما تمّ تشييد السور الذي يُعدّ من أقدم مباني المسجد، وأيضاً الجدار الشرقي مع الرواق، والصهاريج الجوفية الثلاثة.
يقول د. مختار السعيد، الخبير الأثري: أقدم الإحتلال الإسرائيلي على تدمير ومحو الكثير من الآثار العربية والفلسطينية داخل مدينة الرملة، وكان من بين هذه الآثار المسجد الأبيض، وأطلقت الدولة العبرية عليه اسم «البرج الأبيض»، خاصة وأنه لم يتبق من المسجد حالياً سوى المئذنة، بالإضافة إلى أن الرملة تعجّ بقوات عسكرية وأمنية إسرائيلية مكثفة ودوريات أمنية متنقلة، لا سيما وأنها تبعد عن مدينة تل أبيب العبرية بحوالي خمسة كيلومترات فقط. ويضيف: إن المسجد يحتوي على جدار طويل يضمّ القبلة التي تواجه مكة المكرمة، مع محراب في وسط الجدار، كما أن سقف المسجد يبدو أنه ينتمي إلى مرحلة لاحقة من التجديد تمّ تنفيذها في الفترة الأيوبية. كما كشفت الدراسات الأثرية أن النصف الأيمن من المسجد ينحرف نحو ست درجات شمالاً من اتجاه الشرق والغرب.